# البهائية في أفغانستان
من المرجح أن الديانة البهائية قد دخلت أفغانستان في ثمانينيات القرن التاسع عشر (أي حوالي عام 1880م) عندما يُعتقد أن بعض أتباعها زاروا البلاد. إلا أن المجتمع البهائي لم يتأسس رسمياً هناك إلا بحلول ثلاثينيات القرن العشرين (1930م).
شهد عام 1948م تأسيس أول مؤسسة إدارية بهائية في كابول وهي المجلس الروحي المحلي، ثم أعيد انتخابها لاحقاً عام 1969م. وعلى الرغم من أن أعداد البهائيين قد وصلت إلى الآلاف في فترة من الفترات، إلا أنهم فقدوا حقوقهم القانونية في ظل الاحتلال السوفييتي ثم الحكم الطالباني القاسي، مما أدى إلى هجرة أعداد كبيرة منهم.
تشير تقديرات جمعية أرشيفات بيانات الأديان إلى وجود حوالي 16,541 بهائياً عام 2010م، بينما تُشير إحصائية أمريكية أحدث (2007م) إلى أن العدد الفعلي لا يتجاوز 400 بهائي في أفغانستان حالياً.

## البدايات
زار جمال أفندي - على الأرجح - منطقة أفغانستان في أواخر ثمانينيات القرن التاسع عشر خلال حياة حضرة بهاءالله، كما تُشير المصادر البهائية.
يُعتبر الدكتور عطاء الله خان أول شخص من أصل أفغاني يعتنق الديانة البهائية خارج أفغانستان، حيث كان يقيم في سمرقند آنذاك، وتعرف على الإيمان البهائي من خلال ميرزا أبو الفضل.
أما داخل أفغانستان نفسها، فقد ظهر أول بهائيين من أصل أفغاني في عام 1966م.
يُعدّ جمال الدين الأفغاني أحد أبرز العلماء الأفغان الذين اطّلعوا على الديانة البهائية ودرسوا كتاباتها، حيث سجّلت المصادر التاريخية تفاعله مع أفكارها ومبادئها.

## ألواح عبد البهاء للخطة الإلهية
خلال عامي 1916 و1917م، كتب حضرة عبد البهاء سلسلة من الألواح (رسائل) موجهاً إياها إلى البهائيين في الولايات المتحدة، حاثاً إياهم على نشر الدين في مناطق مختلفة. جُمعت هذه الألواح لاحقاً في كتاب "ألواح الخطة الإلهية"، غير أن وصولها إلى أمريكا تأخر حتى عام 1919م - بعد انتهاء الحرب العالمية الأولى ووباء الإنفلونزا الإسبانية.
قام ميرزا أحمد سهراب بترجمة هذه الألواح وتقديمها في 4 نيسان/أبريل 1919م، ثم نُشرت في مجلة "نجم الغرب" بتاريخ 12 كانون الأول/ديسمبر من العام ذاته.

ويشير أحد هذه الألواح جزئياً إلى:
يا ليتني أستطيعُ السفرَ - ولو ماشيًا وفي أقصى درجات الفقر - إلى تلك الأصقاع، لأرفعَ نداءَ "يا بهاءَ الأبهى" بين المدن والقرى، على الجبال وفي الصحارى، وعبر المحيطات، وأنشرَ التعاليمَ الإلهية! ولكنّي - للأسف - عاجزٌ عن ذلك. كم أتألّمُ لهذا العجز! إن شاء اللهُ تتحقّقُ الغاية.

... إذا ما انطلقَ بعضُ المُعلّمين إلى الجزر والأقاليم النائية، مثل أستراليا ونيوزيلندا وتسمانيا، وكذلك إلى اليابان وآسيا الروسية وكوريا والهند الصينية الفرنسية وسيام ومستوطنات المضيق والهند وسيلان وأفغانستان، فإنّ أعظمَ الثمار ستُجنى في المستقبل.
في أواخر الثلاثينيات (1938-1940م)، وجه شوقي أفندي - حامل لواء الأمر البهائي آنذاك - نداءً إلى البهائيين الفرس لحثهم على إيفاد روادٍ إلى أفغانستان. فاستجاب الشاب الفارسي علي محمد نبيل - المتعلم في الهند - وسافر متذرعاً بذريعة التجارة.
على الرغم من عجز رواد آخرين عن الاستقرار خلال فترة الحربين العالميتين، إلا أن ذلك لم يمنع تأسيس أول جمعية روحانية محلية للبهائيين في كابول عام 1948م.

## بعد الحربين العالميتين
شهد عام 1963م فقدان جمعية كابول البهائية لوضعها الرسمي.
وفي عام 1969م أعيد انتخاب الجمعية المحلية في كابول، ثم تأسست أول جمعية روحانية وطنية للبهائيين في أفغانستان عام 1972م.
وبحسب التقديرات، بلغ عدد البهائيين في أفغانستان حوالي 400 شخص خلال منتصف السبعينيات (1975م تقريباً)، مع وجود أربع جمعيات محلية عام 1973م.

## الغزو السوفيتي
بعد الغزو السوفييتي لأفغانستان عام 1979م وما رافقه من سياسات قمعية تجاه الأديان، التزم البهائيون بمبدأ الطاعة للحكومة الشرعية وتخلوا عن إدارتهم المؤسسية.
شهدت تلك الفترة موجات نزوح كبيرة عام 1979م، حيث غادر العديد من البهائيين البلاد، وعاد بعضهم بعد عام 1990م. وتشير "الموسوعة المسيحية العالمية" إلى تزايد أعداد البهائيين الأفغان من حوالي 19,500 عام 1990م إلى 23,075 بحلول عام 2000م.
وفي تطور لاحق، تم انتخاب جمعية بهائية جديدة في مدينة مزار شريف عام 1995م.
أفادت تقارير عن اعتقال عدد من البهائيين واحتجازهم لمدة أربعة عشر شهراً.

## طالبان
في عام 1998م، مع تزايد اعتقالات طالبان للبهائيين في أفغانستان، بدأت أعداد كبيرة منهم بالفرار إلى باكستان. واستمرت موجات النزوح خلال عامي 2000-2001م تحت حكم طالبان.
بعد سقوط نظام طالبان عام 2001م، عاد العديد من البهائيين إلى وطنهم. وتشير تقديرات الحكومة الأمريكية عام 2007م إلى انخفاض عدد البهائيين خلال حكم طالبان إلى حوالي 400 شخص، كان 300 منهم يعيشون في كابول.

## التطورات الأخيرة
شهدت التقديرات الخاصة بعدد البهائيين في أفغانستان تبايناً كبيراً، حيث أشارت "الموسوعة المسيحية العالمية" إلى وجود حوالي 19,500 بهائي عام 1990م، وارتفاع العدد إلى 23,075 بحلول عام 2000م.
من جهة أخرى، قدّرت "جمعية أرشيفات بيانات الأديان" – بالاعتماد على نفس الموسوعة – وجود حوالي 15,300 بهائي في أفغانستان عام 2005م، مع زيادة طفيفة إلى 16,541 عام 2010م.
في المقابل، أشار تقرير لوزارة الخارجية الأمريكية عام 2007م إلى أن العدد الفعلي للبهائيين لم يتجاوز 400 فرد، معظمهم في كابول.
الوضع القانوني للبهائيين:
أصدرت المديرية العامة للفتاوى التابعة للمحكمة العليا الأفغانية عام 2007م حكماً اعتبرت فيه الديانة البهائية "مخالفة للإسلام وشكلاً من التجديف"، وأن أي مسلم يعتنقها يُعد مرتداً، بينما اعتبرت جميع أتباعها "كفاراً". هذا الحكم هدد وضع الزواج والأحوال الشخصية للبهائيين الأفغان، لكنه لم يؤثر بشكل مباشر على البهائيين الأجانب.

## نشاط البهائيين:
على الرغم من هذه التحديات، شارك 50 أفغانياً بهائياً في مؤتمر إقليمي بدعوة من "بيت العدل الأعظم" في نيودلهي عام 2008م.

## الروابط الخارجية
- موقع البهائيين الأفغان
- قناة البهائيين الأفغان على اليوتيوب